# Svenska basketligan 2015-16
La temporada 2015-2016 de la Svenska basketligan fue la edición número 23 de la Svenska basketligan, el primer nivel de baloncesto en Suecia. La temporada comenzó el 15 de octubre de 2015 y terminó el 28 de abril de 2016. El Södertälje Kings se proclamó campeón por undécima vez en su historia.

## Formato
Los once equipos jugaron tres partidos contra cada uno de los otros equipos para un total de 30 partidos. Los ocho equipos mejor calificados disputaron los playoffs, y no hubo descensos.

## Equipos
| Equipo              | Ciudad     | Pabellón              | Capacidad |
| ------------------- | ---------- | --------------------- | --------- |
| Luleå               | Luleå      | Luleå Energi Arena    | 2,700     |
| Borås               | Borås      | Boråshallen           | 3,000     |
| Eco Örebro          | Örebro     | Idrottshuset          | 2,100     |
| Jämtland            | Östersund  | Östersunds sporthall  | 1,700     |
| Malbas              | Malmö      | Heleneholms Sporthall | 400       |
| Norrköping Dolphins | Norrköping | Stadium Arena         | 4,500     |
| Nässjö              | Nässjö     | Nässjö Sporthall      | 1,200     |
| Sundsvall Dragons   | Sundsvall  | Sporthallen Sundsvall | 2,300     |
| Södertälje Kings    | Södertälje | Täljehallen           | 2,200     |
| Umeå                | Umeå       | Umeå Energi Arena     | 1,270     |
| Uppsala             | Uppsala    | IFU Arena             | 2,880     |

## Temporada regular

### Clasificación
| Pos. | Equipo              | PJ | G  | P  | PF   | PC   | DP   | Pts | Clasificación              |
| ---- | ------------------- | -- | -- | -- | ---- | ---- | ---- | --- | -------------------------- |
| 1    | Södertälje Kings    | 30 | 27 | 3  | 2687 | 2288 | +399 | 54  | Clasificados para Playoffs |
| 2    | BC Luleå            | 30 | 22 | 8  | 3153 | 2821 | +332 | 44  | Clasificados para Playoffs |
| 3    | Norrköping Dolphins | 30 | 20 | 10 | 2639 | 2491 | +148 | 40  | Clasificados para Playoffs |
| 4    | Borås Basket        | 30 | 18 | 12 | 2967 | 2772 | +195 | 36  | Clasificados para Playoffs |
| 5    | KFUM Nässjö         | 30 | 16 | 14 | 2542 | 2554 | −12  | 32  | Clasificados para Playoffs |
| 6    | Sundsvall Dragons   | 30 | 15 | 15 | 2755 | 2770 | −15  | 30  | Clasificados para Playoffs |
| 7    | Uppsala Basket      | 30 | 14 | 16 | 2724 | 2676 | +48  | 28  | Clasificados para Playoffs |
| 8    | Malbas              | 30 | 12 | 18 | 2412 | 2634 | −222 | 24  | Clasificados para Playoffs |
| 9    | Jämtland Basket     | 30 | 11 | 19 | 2595 | 2702 | −107 | 22  |                            |
| 10   | ecoÖrebro           | 30 | 6  | 24 | 2461 | 2872 | −411 | 12  |                            |
| 11   | Umeå BSKT           | 30 | 4  | 26 | 2277 | 2632 | −355 | 8   |                            |

 Fuente: Basketligan

## Playoffs
|  | Cuartos de final | Cuartos de final    | Cuartos de final |                     |   | Semifinales      | Semifinales | Semifinales |  |   | Final            | Final | Final |  |
|  |                  |                     |                  |                     |   |                  |             |             |  |   |                  |       |       |  |
|  |                  |                     |                  |                     |   |                  |             |             |  |   |                  |       |       |  |
|  | 1                | Södertälje Kings    | 3                |                     |   |                  |             |             |  |   |                  |       |       |  |
|  | 1                | Södertälje Kings    | 3                |                     |   |                  |             |             |  |   |                  |       |       |  |
|  | 8                | Malbas              | 0                |                     |   |                  |             |             |  |   |                  |       |       |  |
|  | 8                | Malbas              | 0                |                     | 1 | Södertälje Kings | 4           |             |  |   |                  |       |       |  |
|  |                  |                     |                  |                     | 1 | Södertälje Kings | 4           |             |  |   |                  |       |       |  |
|  |                  |                     | 4                | Borås Basket        | 1 |                  |             |             |  |   |                  |       |       |  |
|  | 4                | Borås Basket        | 4                | Borås Basket        | 1 | 3                |             |             |  |   |                  |       |       |  |
|  | 4                | Borås Basket        |                  |                     |   |                  |             |             |  |   |                  |       |       |  |
|  | 5                | KFUM Nässjö         | 1                |                     |   |                  |             |             |  |   |                  |       |       |  |
|  | 5                | KFUM Nässjö         | 1                |                     |   |                  |             |             |  | 1 | Södertälje Kings | 4     |       |  |
|  |                  |                     |                  |                     |   |                  |             |             |  | 1 | Södertälje Kings | 4     |       |  |
|  |                  |                     | 3                | Norrköping Dolphins | 0 |                  |             |             |  |   |                  |       |       |  |
|  | 2                | BC Luleå            | 3                | Norrköping Dolphins | 0 | 3                |             |             |  |   |                  |       |       |  |
|  | 2                | BC Luleå            |                  |                     |   |                  |             |             |  |   |                  |       |       |  |
|  | 7                | Uppsala Basket      | 2                |                     |   |                  |             |             |  |   |                  |       |       |  |
|  | 7                | Uppsala Basket      | 2                |                     | 2 | BC Luleå         | 2           |             |  |   |                  |       |       |  |
|  |                  |                     |                  |                     | 2 | BC Luleå         | 2           |             |  |   |                  |       |       |  |
|  |                  |                     | 3                | Norrköping Dolphins | 4 |                  |             |             |  |   |                  |       |       |  |
|  | 3                | Norrköping Dolphins | 3                | Norrköping Dolphins | 4 | 3                |             |             |  |   |                  |       |       |  |
|  | 3                | Norrköping Dolphins |                  |                     |   |                  |             |             |  |   |                  |       |       |  |
|  | 6                | Sundsvall Dragons   | 1                |                     |   |                  |             |             |  |   |                  |       |       |  |
|  | 6                | Sundsvall Dragons   | 1                |                     |   |                  |             |             |  |   |                  |       |       |  |
|  |                  |                     |                  |                     |   |                  |             |             |  |   |                  |       |       |  |